# Seznam medailistek na halovém mistrovství Evropy – chůze na 3 km
Chůze na 3 km je neolympijská atletická disciplína, ve které v hale na dráze závodí ženy.

## Ženy
| Rok      | Zlato                  | Stříbro            | Bronz                 |
| -------- | ---------------------- | ------------------ | --------------------- |
| HME 1987 | Natalija Dmitročenková | Giuliana Salceová  | Monica Gunnarssonová  |
| HME 1988 | Maria Reyes Sobrinová  | Dana Vavřačová     | Maria Cruz Diazová    |
| HME 1989 | Beate Andersová        | Ileana Salvadorová | Maria Reyes Sobrinová |
| HME 1990 | Beate Andersová        | Ileana Salvadorová | Annarita Sidotiová    |
| HME 1992 | Alina Ivanovová        | Ileana Salvadorová | Beate Andersová       |
| HME 1994 | Annarita Sidotiová     | Beate Gummeltová   | Jelena Aršincevová    |